# Most Asparucha
Most Asparucha (bułg. Аспарухов мост) – most w Warnie, w Bułgarii, łączący południowy brzeg miasta oraz jej dzielnice Asparuchowo i Galatę, rozdzielone przez Kanał Warna-Dewnja przy ujściu Jeziora Warneńskiego do Morza Czarnego. Nazwa mostu i dzielnicy pochodzi od protobułgarskiego chana Asparucha z VII w. n.e.

## Historia
Najstarszy most w tym miejscu zbudowano w połowie XVIII wieku, był to most łukowy  o nazwie tur. Taş köprü (pl. Kamienny most). Jego widok zachował się na rycinach Feliksa Kanica. Nazwa, widniejąca na moście w pisowni arabskiej, wskazywała, że został on zbudowany na miejscu jeszcze starszego drewnianego mostu.
Budowa mostu, rozpoczęta w 1973 roku, miała zakończyć się 30 września 1976 roku, jednak most oddano do ruchu przed terminem, już 1 września. Uroczyste otwarcie przez ówczesnego przywódcę Ludowej Republiki Bułgarii Todora Żiwkowa nastąpiło 8 września, w dzień święta narodowego ustalonego na pamiątkę dnia referendum z 1946 roku, obalającego monarchię. 

## Konstrukcja
Most składa się z wielu, opartych na 38 parach podpór, żelbetowych przęseł, z których najdłuższe mierzy 160 metrów długości. Do czasu wybudowania w 2013 Mostu Nowej Europy, mającego cztery przęsła o długości 180 m, był to najdłuższy tego typu element konstrukcyjny w Bułgarii. Maksymalna wysokość obiektu nad poziomem jeziora to 50 metrów. Obiekt mierzy 21 metrów szerokości, waży 3200 ton, a jego długość całkowita wynosi 2050 metrów. Projektantami byli Dimityr Dimitrow (1923–2009) i Petyr Stajkow. W latach 1996–1999 przeprowadzono kapitalny remont mostu. 
Obiekt został zaprojektowany tak, aby wytrzymać trzęsienie ziemi o sile 7 stopni w skali Richtera, huragan do prędkości wiatru 180 km/godz. i temperatury w zakresie od -40 °C do +40 °C.

## Znaczenie
Obiekt ten jest ważnym odcinkiem komunikacyjnym, przez który codziennie przejeżdża blisko 10 000 pojazdów. Przez most przebiega europejska trasa E87 Odessa – Antalya, na nim zaczyna się też autostrada „Morze Czarne”, mająca być częścią planowanego paneuropejskiego korytarza transportowego nr 8 Durrës – Warna. 

## Ciekawostki
Obiekt jest także ważnym miejscem spotkań fanów sportów ekstremalnych, którzy skaczą stąd na bungee. Most jest również najczęstszym miejscem skoków samobójców w kraju (80 przypadków rocznie).